# 강민성 (2005년)
강민성(姜旻成, 2005년 3월 22일 ~ )는 대한민국의 축구 선수로, 포지션은 왼쪽 윙어, 오른쪽 윙어, 세컨드 스트라이커이다. 현재 K리그1 수원 FC 소속이다.